# 城市吧
城市吧，亦名City8，是中国大陆地区的一家电子地图服务商，主要为中国大陆地区提供电子地图服务，其界面与操作都与Google Maps较为类似，不同之处在于它率先提供类似于Google街景的实景地图，覆盖中国内地多个大城市，并定期更新。以前其街景功能已被模糊化，打开街景功能后显示为一房间的内部图片，无法使用，但将位置移动后仍可看到实景地图。2013年，城市吧的街景地图恢复使用，但图像来源于腾讯街景。原因是中国大陆正在制定街景地图行业标准。